# Abdullah Güler
Abdullah Güler (* 28. März 1969 in Sivas) ist ein türkischer Politiker und Jurist. Er ist Mitglied der Adalet ve Kalkınma Partisi (AKP) und seit Juni 2023 Vorsitzender der AKP-Fraktion im türkischen Parlament.

## Biografie
Güler wurde am 28. März 1969 in Sivas geboren. Seine schulische Laufbahn begann an der Ülkü-Grundschule und setzte sich an der Sivas İmam Hatip Lisesi fort. 1994 schloss er sein Studium an der juristischen Fakultät der Universität Istanbul ab. Nach seinem Abschluss arbeitete Güler viele Jahre als freiberuflicher Anwalt in Istanbul. Güler ist seit den frühen 2000er Jahren in der AKP aktiv. Zwischen 2009 und 2014 war er Mitglied des Stadtrats von Istanbul sowie Vorsitzender des Rechtsausschusses. Im Jahr 2018 wurde er als Abgeordneter für den Wahlkreis Istanbul II in die Große Nationalversammlung der Türkei gewählt. Während der 27. Legislaturperiode war er Vorsitzender des Justizausschusses des Parlaments. Bei den Parlamentswahlen 2023 wurde er als Abgeordneter für Sivas wiedergewählt und am 3. Juni 2023 zum Vorsitzenden der AKP-Fraktion ernannt.